# Honeyburst
Honeyburst er Tim Christensens andet studiealbum, der der udkom i 2003. Albummet modtog fire ud af seks stjerner i musikmagasinet GAFFA.
"Right Next To The Right One" blev brugt som titelsangen til DR1s succesfulde dramaserie Nikolaj og Julie. Sangen blev ét af Tim Christensens største hits til dato. Albummet solgte over 130.000 eksemplarer. Ved Danish Music Awards i 2004 modtog albummet prisen for Årets danske udgivelse og Årets danske producer.

## Spor
1. "Intro - 0:49
2. "Surfing The Surface" - 4:14
3. "Lost And Found" - 3:09
4. "Jump The Gun" - 3:24
5. "Whispering At The Top Of My Lungs" - 4:40
6. "Lay Down Your Arms" - 4:02
7. "Right Next To The Right One" - 4:11
8. "Isolation Here I Come" - 4:17
9. "No Easy Key" - 3:51
10. "Close The Door" - 3:21
11. "Don't Leave Me But Leave Me Alone" - 7:42
12. "Tonight I'm Fine" / "How Far You Go" - 5:24
13. "Love Is A Matter Of..." (bonustrack) - 2:54